# 캘리포니아 스팽글드
캘리포니아 스팽글드는 오셀롯과 표범 같은 얼룩무늬 야생 고양이와 비슷하게 길러진 집 고양이 품종이다. 스팽글이라고도 한다. 가격은 미국 기준으로 보통 800달러에서 2,500달러 사이이다. 다른 얼룩 고양이 품종인 오시캣와 뱅갈의 인기는 따라가지 못했다.
표범의 밀렵 죽음에서 영감을 받은 인류학자 루이스 리키는 표범을 보존하는 것이 얼마나 중요한지를 강조하기 위해 캘리포니아의 폴 아놀드 케이시 주니어가 작은 표범을 닮은 집고양이를 키우도록 했다.
캘리포니아 스팽글드 고양이는 아비시니안, 아메리칸 쇼트헤어, 브리티시 쇼트헤어를 포함한 많은 종의 교배종이다. 야생적인 겉모습과 달리 가정적인 성격을 가지고 있다.

## 역사
원래 할리우드 각본가, 극작가, 작가인 폴 아놀드 케이시 주니어가 1970년대에 루이스 리키와 함께 일하면서 탄자니아에서 돌아온 후 키웠다. 케이시의 소설 《열린 관》은 그의 아프리카 여행 중 캘리포니아 스팽글드를 데리고 온 이후의 기르는 과정을 기록했다.
1986년 상징적인 니만 마르쿠스 크리스마스 카탈로그의 표지에서 이 스팽글을 일반 대중에게 소개하였다.

## 외모
작은 표범이라는 첫인상을 준다. 몸이 길고 날씬하며 다소 근육질인 몸과 반점을 가지고 있다. 삼각형, 타원형, 정사각형의 점도 존재한다. 스팽글의 털은 청동색, 금색, 청색, 갈색, 숯색, 빨간색, 검정색, 은색 또는 흰색이다. 눈에 띄는 광대뼈와 가볍고 큰 수염을 갖고 있다.

## 성격
캘리포니아 스팽글드는 다정하고, 사교적이며, 호기심이 많고, 주인에게 매우 헌신적이라고 알려져 있다. 눈을 마주치는 것을 매우 좋아하고, 무슨 일이 일어나고 있는지 정확히 볼 수 있도록 어깨나 눈높이에 있는 곳에 앉는 것을 좋아한다. 지능, 운동 능력, 활기찬 성격으로도 잘 알려져 있다. 덤벼드는 것을 좋아하고 매우 날카로운 사냥 기술을 가지고 있다.